# Lista de deputados estaduais do Espírito Santo da 1.ª legislatura
Esta é a lista de deputados estaduais do Espírito Santo para a legislatura 1947–1951. Nas eleições, foram eleitos 32 deputados estaduais.

## Composição das bancadas
| Partido | Líder                       | Bancada | Posição      |
| ------- | --------------------------- | ------- | ------------ |
| PSD     | Pedro Salermo               | 14 / 32 | Governo      |
| UDN     | Dulcino Monteiro            | 6 / 32  | Governo      |
| PR      | Aristides Campos            | 4 / 32  | Oposição     |
| PRP     | Sebastião da Silva Marreco  | 2 / 32  | Governo      |
| PDC     | Jofre Virgílio Lobo         | 2 / 32  | Independente |
| PTB     | Saturnino Rangel Mauro      | 2 / 32  | Independente |
| PRD     | Alberto Stange Júnior       | 1 / 32  | Oposição     |
| PCB     | Benjamim de Carvalho Campos | 1 / 32  | Oposição     |

## Deputados Estaduais
| Número | Deputados estaduais eleitos  | Partido | Votação | Percentual | Cidade onde nasceu      | Unidade federativa |
| 22848  | Dulcino Monteiro             | UDN     | 3.155   | 3,33%      | Campos dos Goytacazes   | Rio de Janeiro     |
| 41493  | Alfredo Antônio              | PSD     | 2.207   | 2,33%      | Serra                   | Espírito Santo     |
| 41524  | Américo de Aguiar            | PSD     | 2.132   | 2,25%      | Cariacica               | Espírito Santo     |
| 45664  | Alberto Stange Júnior        | PRD     | 2.057   | 2,17%      | Santa Leopoldina        | Espírito Santo     |
| 41776  | Otto de Oliveira Neves       | PSD     | 1.786   | 1,88%      | Vitória                 | Espírito Santo     |
| 41972  | Pedro Salermo                | PSD     | 1.744   | 1,84%      | Cachoeiro de Itapemirim | Espírito Santo     |
| 22389  | Argeu Lorenzoni              | UDN     | 1.676   | 1,77%      | Linhares                | Espírito Santo     |
| 41624  | Odilon Castelo               | PSD     | 1.626   | 1,71%      | São Mateus              | Espírito Santo     |
| 22898  | Roberto Arnizaut Silvares    | UDN     | 1.551   | 1,64%      | São Mateus              | Espírito Santo     |
| 20635  | Jasson Martins               | PR      | 1.439   | 1,52%      | Guarapari               | Espírito Santo     |
| 20341  | Aristides Campos             | PR      | 1.425   | 1,50%      | Vitória                 | Espírito Santo     |
| 41474  | Otaviano Santos              | PSD     | 1.422   | 1,50%      | Colatina                | Espírito Santo     |
| 41492  | Hildo Garcia                 | PSD     | 1.383   | 1,46%      | Aracruz                 | Espírito Santo     |
| 20195  | Pedro Vieira                 | PR      | 1.329   | 1,40%      | Viana                   | Espírito Santo     |
| 44254  | Sebastião da Silva Marreco   | PRP     | 1.319   | 1,39%      | Santa Teresa            | Espírito Santo     |
| 41844  | Lauro Ferreira Pinto         | PSD     | 1.273   | 1,34%      | Nova Venécia            | Espírito Santo     |
| 41467  | Cícero Alves                 | PSD     | 1.213   | 1,28%      | Porciúncula             | Rio de Janeiro     |
| 41655  | Judith Leão Castello Ribeiro | PSD     | 1.170   | 1,23%      | Serra                   | Espírito Santo     |
| 22581  | Mileto Rizzo                 | UDN     | 1.140   | 1,20%      | Barra de São Francisco  | Espírito Santo     |
| 20295  | Wilson Cunha                 | PR      | 1.096   | 1,15%      | São Mateus              | Espírito Santo     |
| 41773  | Honório Fraga                | PSD     | 1.065   | 1,12%      | Muqui                   | Espírito Santo     |
| 41549  | Luís de Lima Freitas         | PSD     | 1.074   | 1,13%      | Santa Maria de Jetibá   | Espírito Santo     |
| 21871  | Benjamim de Carvalho Campos  | PCB     | 999     | 1,05%      | Marataízes              | Espírito Santo     |
| 17841  | Fernando Duarte Rabelo       | PDC     | 949     | 1,00%      | São Gabriel da Palha    | Espírito Santo     |
| 41769  | Valdemar Mendes              | PSD     | 928     | 0,98%      | Natividade              | Rio de Janeiro     |
| 14724  | Saturnino Rangel Mauro       | PTB     | 896     | 0,94%      | Vila Velha              | Espírito Santo     |
| 44405  | Josafá dos Santos Gomes      | PRP     | 887     | 0,93%      | Castelo                 | Espírito Santo     |
| 17966  | Jofre Virgílio Lobo          | PDC     | 845     | 0,89%      | Itapemirim              | Espírito Santo     |
| 41198  | Placidino Passos             | PSD     | 827     | 0,87%      | Aracruz                 | Espírito Santo     |
| 14441  | José Monteiro Peixoto        | PTB     | 823     | 0,87%      | Domingos Martins        | Espírito Santo     |
| 22536  | Moacir Brotas                | UDN     | 752     | 0,79%      | Neópolis                | Sergipe            |
| 22380  | Pedro Feu Rosa               | UDN     | 744     | 0,78%      | Vitória                 | Espírito Santo     |